# Балістична ракета середньої дальності

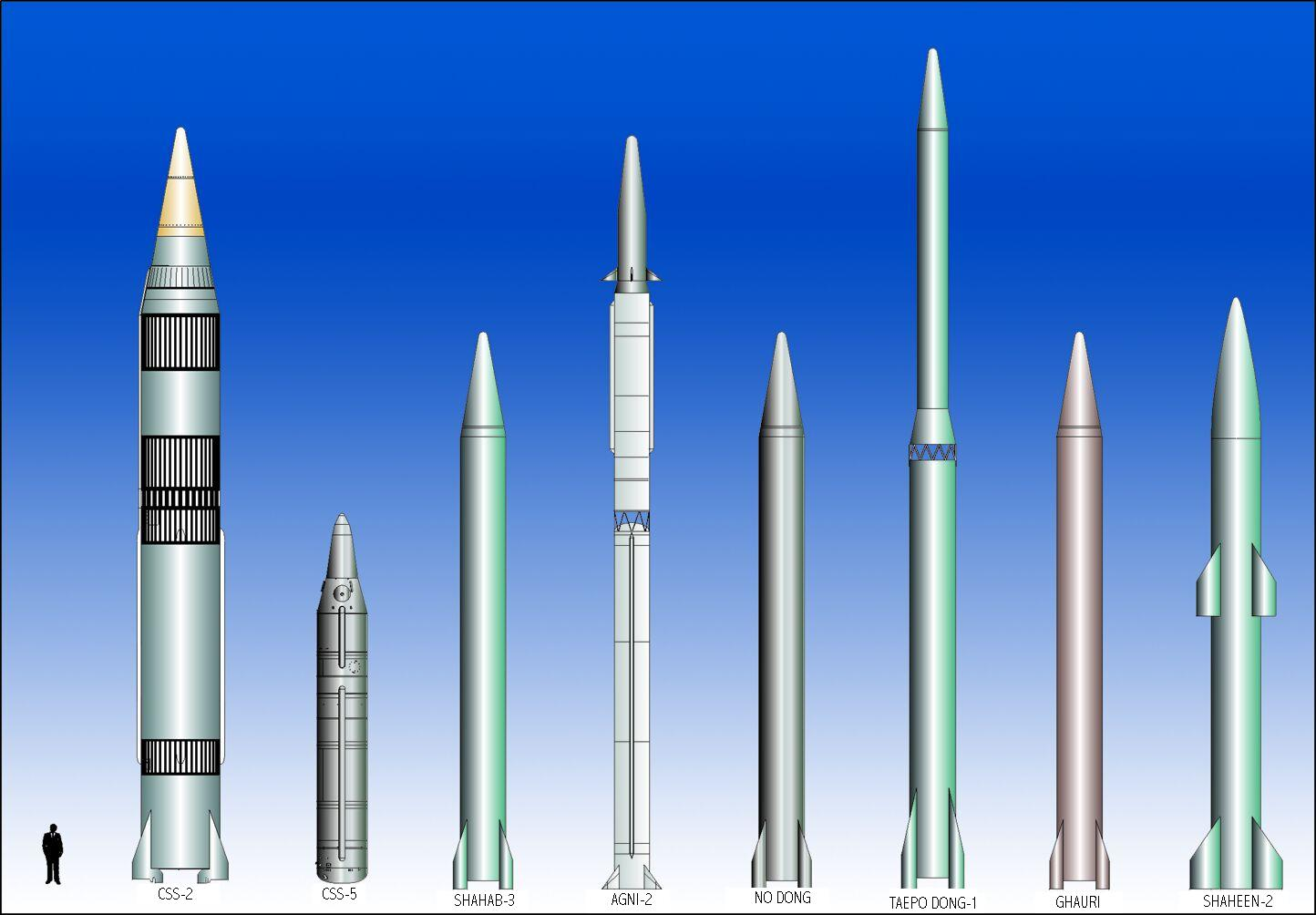
Балістичні ракети середньої дальності.

Балістична ракета середньої дальності (БРСД, в англомовній термінології MRBM; англ. Medium-range ballistic missile) — тип балістичної ракети з дальністю від 1 000 до 3000 км, остання класифікація залежить від стандартів певних організацій.
Міністерство оборони США визначає, що ракета середньої дальності має максимальну дальність від 1 000—3 000 км. За сучасною термінологією, БРСД є частиною ширшої групи балістичних ракет ТВД, до якої входять будь-які балістичні ракети з радіусом дії менше 3 500 км. В Агентстві протиракетної оборони США визначають балістичні ракети проміжної дальності (БРПД) з радіусом дії 3 000–5 500 км, що є проміжним варіантом між балістичною ракетою середньої дальності і міжконтинентальною балістичною ракетою.
Згідно з прийнятою в Росії класифікації (на основі договору РСМД), балістичні ракети дальністю 1 000—5 500 кілометрів. Можуть оснащуватися ядерною боєголовкою.
З 1991 року ракети середньої дальності, згідно Договору про ліквідацію ракет середньої та малої дальності, не перебувають на озброєнні
СРСР та США.

## Повномасштабне російське вторгнення в Україну
21 листопада 2024 р. Російська Федерація вперше під час війни в Україні запустила експериментальну балістичну ракету середньої дальності, яка була заснована на моделі міжконтинентальної балістичної ракети РС-26 «Рубіж». Атака була засуджена у ЗМІ та Міністрами закордонних справ Великої сімки (G7), бо зброя проєктувалася під ядерне спорядження. За іншими джерелами була використана ракета «Орешник». У 1987—2019 роках діяв Договір про ліквідацію ракет середньої та малої дальності (ДРСМД), який забороняв випробування і розгортання ракет наземного базування, що могли долати відстань від 500 до 5500 км. Через застосування ракети зібралась Рада Україна-НАТО на позачергову зустріч 26 листопада.

## Системи протидії
Для протидії існують протиповітряні та протиракетні системи американського та ізраїльського виробництва, здатні збивати балістичну ракету середнього радіуса дії та можуть ліквідовувати одразу кілька боєголовок:
SM-3 від Aegis або Aegis Ashore.
Можливо Arrow 3 і Terminal High Altitude Area Defense (THAAD).

## На озброєнні
- Іран — Шахаб-3, Саджил (1300—2000 км)
- Ізраїль — «Єрихон-2» (1200 км)
- Індія — Agni-II (2000—3000 км)
- Китай — Дунфен-16 (1000–1600 км), Дунфен-17 (1600–2500 км), Дунфен-21 (1500–1700 км)
- КНДР — Pukguksong-1 (500–2000 км), Pukguksong-2 (1200–2000 км), Hwasong-10 (2500—4000 км)
- Пакистан — Ghauri-I (1500 км), Ghauri-II (1800–2000 км)
- Росія — Орешник (точна дальність невідома)

## Зняті з озброєння
- СРСР — Р-5, Р-12 та Р-14 (за класифікацією НАТО: SS-3, SS-4 та SS-5 відповідно);
- США — PGM-17 Thor, MGM-31C Pershing II
- Велика Британія — PGM-17 Thor
- Франція — S2, S3
- Китай — Дунфен-3 (А)